# 아나 카롤리나
아나 카롤리나(Ana Carolina, 1974년 9월 9일 ~ )는 브라질 출신의 작곡가, 가수, 기타리스트이다.

## 경력
- 아나 카롤리나는 어린 시절부터 음악을 하는 가족들의 영향을 많이 받았다.
- 시쿠 부아르키(Chico Buarque), 조앙 보스쿠(João Bosco), 마리아 베타니아(Maria Bethânia)와 같은 브라질 음악가들을 비롯하여 니나 시몬(Nina Simone), 비요크(Björk), 엘라니스 모리셋(Alanis Morissette) 등의 음악을 들으며 자랐다.
- 그녀는 동네의 바에서 음악 생활을 시작하였다. 그 후 그녀는 성공을 위해 미나스제라이스 주에서 리우데자네이루로 이주했고 곧 BMG 레코드사와 계약하였다.
- 1999년 첫 앨범 Ana Carolina를 발매했다. 이 앨범은 라틴 그래미상 후보에 올랐다.
- 2001년에 그는 두 번째 앨범인 Ana Rita Joana Iracema e Carolina를 발매했습니다. 앨범 제목은 그의 우상인 가수 Chico Buarque의 노래에서 따왔다. 앨범에는 "Quem de nós dois" 및 "Ela é bamba"와 같은 히트곡이 포함되어 있습니다.
- 2003년 3집 Estampado를 발매하여 그만의 독창적인 음악성을 보여주었다.
- 2005년에 발매된 그녀의 첫 컴필레이션 Perfil: Ana Carolina는 올해의 베스트 셀러 앨범이었습니다.
- 또한 2005년에는 Seu Jorge와 함께 CD 및 DVD Ana & Jorge를 발매했습니다. 이 앨범은 Damien Rice의 "The Blower's Daughter"의 포르투갈어 버전인 "É isso aí"으로 차트 1위를 차지했습니다.

## 음반 목록

### 스튜디오 앨범
- (1999) Ana Carolina
- (2001) Ana Rita Joana Iracema e Carolina
- (2003) Estampado
- (2006) Dois Quartos
- (2009) N9ve
- (2013) #AC
- (2019) Fogueira em Alto Mar

### 컴필레이션 앨범
- (2005) Perfil: Ana Carolina
- (2010) Perfil: Ana Carolina - Vol. 2
- (2012) Mega Hits: Ana Carolina

### 라이브 앨범
- (2005) Ana & Jorge (~와 함께 Seu Jorge)
- (2008) Multishow ao Vivo: Ana Carolina - Dois Quartos
- (2009) Multishow Registro: Ana Car9lina + Um
- (2011) Ensaio de Cores
- (2015) #AC ao Vivo

### 비디오 앨범
- (2003) Estampado (음악 다큐멘터리)
- (2004) Estampado - Um instante que não pára
- (2005) Ana & Jorge (~와 함께 Seu Jorge)
- (2008) Multishow ao Vivo: Ana Carolina - Dois Quartos
- (2009) Multishow Registro: Ana Car9lina + Um
- (2012) Ensaio de Cores
- (2015) #AC ao Vivo